# Bou Regreg
Bou Regreg (arabiska: أبو رقراق) är en 240 km lång flod i västra Marocko. Den rinner upp på 1 627 meters höjd i Mellanatlas och mynnar i Atlanten mellan Rabat och Salé.